# Courgoul
Courgoul település Franciaországban, Puy-de-Dôme megyében. Lakosainak száma 61 fő (2022. január 1.). Courgoul Chassagne, Saint-Diéry, Saint-Floret, Saurier és Valbeleix községekkel határos.

## Népesség
A település népességének változása:
| Lakosok száma | 74   | 73   | 71   | 66   | 62   | 62   | 61   | 61   | 61   |
|               | 2013 | 2015 | 2016 | 2017 | 2018 | 2019 | 2020 | 2021 | 2022 |